# 愛野町
愛野町（あいのまち）は、長崎県の島原半島にあった町で、南高来郡に属した。
2005年10月11日に周辺6町と新設合併し、雲仙市として市制を施行したため、自治体としては消滅した。

## 地理
島原半島の付け根の最も細い部分に至る直前に位置し、北は有明海の一部である諫早湾、南は橘湾に面する。その位置的特性から島原半島の玄関口として、半島内の周回ルートと半島外を結ぶ交通の要衝となっている。中世までは西側に隣接する諫早市森山町（旧北高来郡森山町）の前身である森山村との境界を流れる大江川（現有明川）河口の入り江の森山側が港として島原半島内への陸上交通とリンクし、交通の要衝としての機能が大きかったが、江戸時代に森山側での干拓が進行して海港としての機能を喪失し、海上交通と陸上交通のリンクを形成する海港機能は大江川の愛野側に移り、愛野側が交通の要衝の地位を獲得した。その過程では干拓地を広げようとする佐賀藩重臣諫早家領の森山側と、海港機能を確保しようとする島原藩領の愛野側との紛争が何度も発生している。
地質的には島原半島の中央部の火山活動で成長した雲仙岳の裾野に位置し、約50万年前から30万年前にかけての古期雲仙前期の火山活動による火砕流堆積物から流れ出した土石流堆積物で町内のほとんどの土地が厚く覆われている。ここに侵食でできた谷が何本も刻まれ、その底部に水田、谷の斜面に森林、谷以外の雲仙岳の斜面に相当する部分には畑が広がっており、標高の低い方から水田、森林、畑の順に配置している。これは周辺の多くの市町村が水田、畑、森林の順に配置しているのと大きく異なり、あたかも関東地方の関東ローム層台地に形成された谷津田地形を思わせる。この緩やかな斜面に広がる畑では主としてジャガイモが栽培され、長崎県内の主要なジャガイモ産地となっている。
- 河川：有明川（大江川）、千鳥川、野井川、前田川
- 溜池：重尾溜池

## 地域

### 地名
南高来郡各町で見られる地名の十干について、他の自治体では「名（みょう）」の地名を置き換えたものとして表記されるが、愛野町については大字を表す。「名」は設置していない。
但し、『長崎県南高来郡町村要覧．上編』のうち愛野村の頁では、それぞれの大字に存在した「名」の地名の記載が見られる。
- 甲 / 大字野井（のい）
  - 船津名（ふなつみょう）
  - 木場名（こばみょう）
- 乙 / 大字愛津（あいつ）[1]
  - 小牟田名（こむたみょう）
  - 山川名（やまかわみょう）

## 歴史
- 1889年（明治22年）4月1日 - 町村制施行により、愛津村と野井村が合併し、両方の地名の1文字ずつを合わせた南高来郡愛野村が発足。
- 1949年（昭和24年）8月1日 - 愛野村が町制施行。愛野町となる[2]。
- 2005年（平成17年）10月11日 - 国見町、瑞穂町、吾妻町、千々石町、小浜町、南串山町と合併し市制施行。雲仙市が発足し、愛野町は自治体として消滅。

## 産業
先述のように雲仙岳の裾野の斜面に広がる畑地では主としてジャガイモ栽培が行われており、ジャガイモ生産量全国2位（1位は北海道）の長崎県での主要なジャガイモ栽培地となっている。長崎県総合農林試験場の愛野馬鈴薯支場もここに設置されており、ここで品種改良された品種、「愛の小町」は同町の特産となっている。
ジャガイモは本来アンデス山脈の高山植物であるため暑さに弱く、気温の高い九州での夏季の栽培には適さないが、冬は温暖なためよく育つ。そのため愛野町を含め、長崎県では秋に植えて正月ごろに収穫し、さらに正月ごろに植えて春に収穫するという二期作が行われている。愛野町ではさらに水はけのよい火山性堆積物の畑地基盤の上に諫早湾をはさんで対岸の多良岳に位置する諫早市小長井町（旧北高来郡小長井町）の玄武岩の風化したミネラル類に富んだ赤い土を客土して、味のよいジャガイモの生産に努めている。島原半島内の他の地域と異なり、愛野町の畑の土が目立って赤いのはこのためである。

## 交流自治体

### 国内
「あいのまち交流」と称して、自治体名に「愛」の文字がある以下の自治体と交流を行っている。
- 北海道上川郡愛別町
- 神奈川県愛甲郡愛川町
- 滋賀県愛知郡愛東町（現東近江市）

### 教育

#### 小中学校
- 愛野町立愛野中学校
- 愛野町立愛野小学校

## 交通
最寄り空港は長崎空港。

### 鉄道
- 島原鉄道
  - 愛野駅

### バス路線

#### 一般路線バス
- 島原鉄道バス
- 長崎県交通局（長崎県営バス）

#### 高速バス
- 島原号:福岡市 - 愛野町

### 道路
高速道路の最寄りインターチェンジは長崎自動車道諫早インターチェンジ。

#### 一般国道
- 国道57号
- 国道251号

#### 県道（主要地方道）
- 長崎県道58号愛野島原線

## 名所・旧跡・観光スポット・祭事・催事
- 愛の展望所
- 山王自然公園